# Atelopus longibrachius
Atelopus longibrachius é uma espécie de sapo da família Bufonidae. Ele era endêmico na Colômbia. Seu habitat natural são as florestas úmidas das terras baixas, em áreas tropicais e subtropicais, e rios. Está ameaçado pela perda do seu habitat.